# Chipzel
Niamh Houston (née le 23 septembre 1991), mieux connue sous son nom de scène Chipzel, est une musicienne d'Irlande du Nord. Elle est surtout connue pour faire de la musique chiptune, en particulier avec une Game Boy. Elle est également compositrice de musique de jeux vidéo et est connue pour les bandes sonores de jeux tels que Super Hexagon, Interstellaria, Dicey Dungeons. Sa musique est également présentée dans d'autres jeux tels que Just Shapes and Beats.

## Biographie

### Jeunesse
Niamh Houston est né le 23 septembre 1991 à Strabane, en Irlande du Nord. 
Quand elle était enfant, sa sœur jouait de plusieurs instruments et son père aimait la musique folk irlandaise.

### Carrière
Vers 2006, Niamh a commencé à découvrir des artistes chiptune tels que Sabrepulse, ce qui l'a inspirée à commencer à faire sa propre musique avec Little Sound DJ sur une Game Boy. 
Elle a continué à explorer la musique chiptune et en 2009, elle a publié sa première version, un EP intitulé Judgment Day,. Elle continue en 2010 avec son premier album, Disconnected.

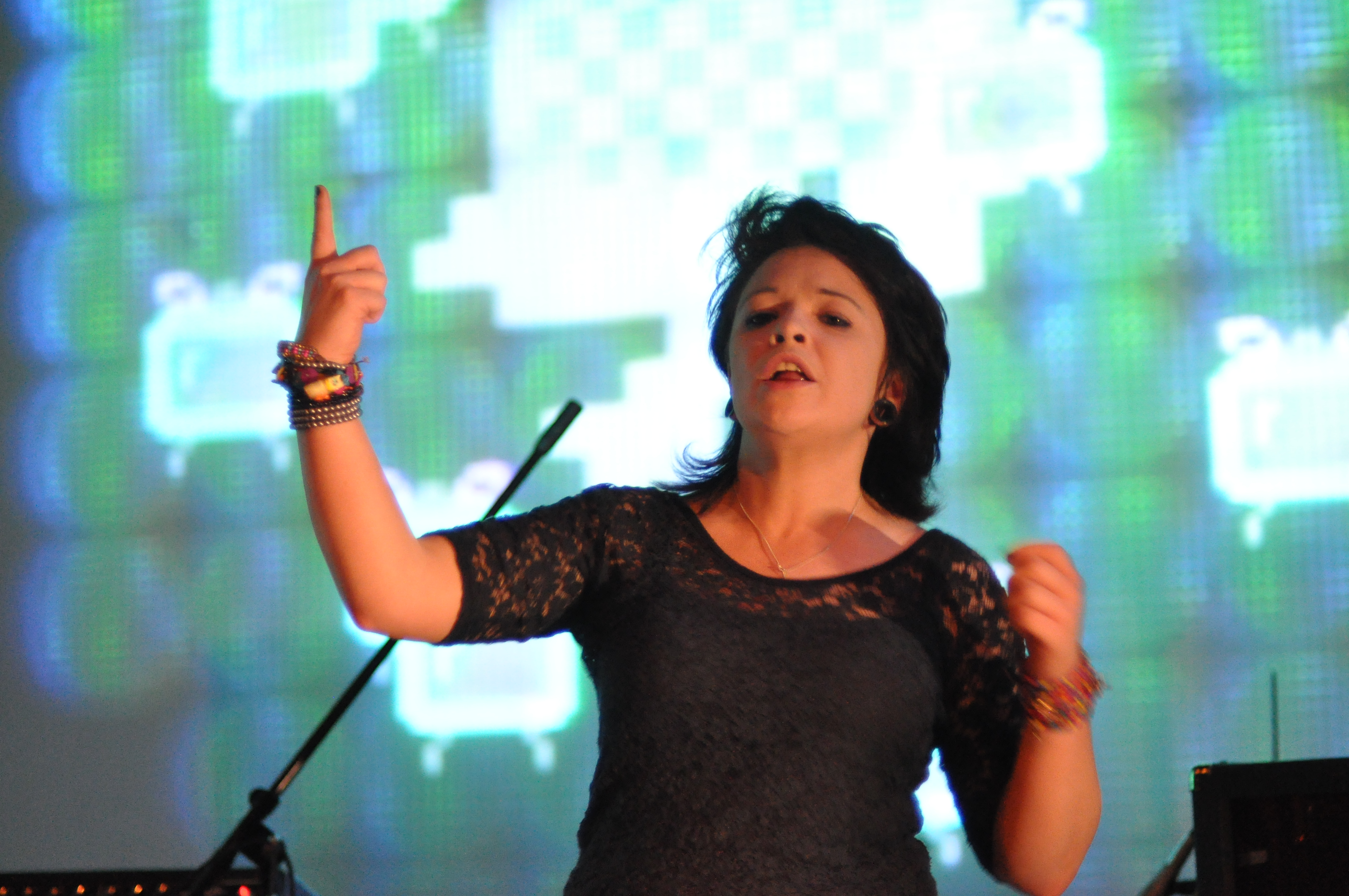
Chipzel se produisant au Blip Festival en 2011

En 2011, elle s'est produite au Blip Festival un événement musical axé sur la chiptune. Pour ses spectacles en direct, Niamh utilise généralement deux Game Boys avec un tracker connecté à une table de mixage.
En février 2012, elle publie son deuxième album, Phonetic Symphony. Plus tard dans le mois, le développeur de jeux Terry Cavanagh a contacté Niamh au sujet de l'utilisation de sa musique. Cavanagh participait à la Pirate Kart V, une game jam, et travaillait sur un jeu appelé Hexagon. Niamh a aimé le projet de Cavanagh, et lui a donc permis de publier Hexagon avec son morceau Courtesy.
Quelques mois plus tard, Cavanagh demande à Niamh plusieurs compositions pour son nouveau jeu, Super Hexagon, une version étendue basé sur le concept original de Hexagon. Elle accepte encore une fois, et en résulte Super Hexagon EP, qui fut publié en septembre 2012. Il contiendra en plus Courtesy du jeu original, Focus de Phonetic Symphony, et un nouveau morceau appelé Otis. Super Hexagon a eu beaucoup de succès, loué pour son design et sa musique,. Cette réussite a attiré l'attention sur le travail de Niamh, et a attisé son intérêt pour la composition de musiques de jeux vidéo,.
En Octobre 2012, Niamh publie Fragments, un EP de 4 morceaux qui a été publié gratuitement «en grand remerciement pour tout le support reçu pour Super Hexagon».
En Septembre 2013, Niamh sort son album Spectra. Le développeur de jeu Gateway Interactive contacte Niamh et lui propose de faire un jeu de course basé sur ce dernier. Appelé également Spectra, le jeu sort début 2015, publié par Mastertronic Group.
Niamh a continué de travailler sur des musiques de jeu vidéo. Elle passe notamment les deux années suivantes à composer la bande son de Interstellaria, un jeu de gestion sur l'exploration spatiale publié par Chucklefish. Le jeu et sa bande son sortent le 17 julliet 2015.
En octobre de la même année, Niamh participe à l'ouverture du Dare ProtoPlay.
Elle collaborera à nouveau avec Terry Cavanagh en 2019 sur les compositions et les effets sonores de Dicey Dungeons.

## Discographie

### Albums
- 2009 : Judgement Day
- 2010 : Disconnected
- 2012 : Phonetic Symphony
- 2012 : Super Hexagon
- 2012 : Fragments
- 2013 : Spectra
- 2013 : Monaco The Gentleman's Private Collection
- 2014 : Adventure Time : Le Secret du Royaume Sans Nom[19]
- 2014 : Size DOES Matter[20]
- 2015 : Chime Sharp
- 2015 : Only Human
- 2015 : Interstellaria
- 2017 : Chipped of the Necrodancer
- 2018 : Octahedron
- 2019 : Dicey Dungeons[21]
- 2019 : River City Girls[22]
- 2019 : The Retro-Active Experience
- 2019 : Cadence of Hyrule

### Divers, collaborations et réarrangements
- Just Dance (Lady Gaga Remix)
- Inspire Your Generation (Preview)
- 22 TODAY YOLO ETC ETC
- Immerse
- Court-esy (Chipzel VS Quad City DJ's)